# Krasnaja Gorka (rejon bolszesołdatski)
Krasnaja Gorka (ros. Красная Горка) – wieś (ros. село, trb. sieło) w zachodniej Rosji, w sielsowiecie lubimowskim rejonu bolszesołdatskiego w obwodzie kurskim.

## Geografia
Miejscowość położona jest nad rzeką Rieut, 2 km od centrum administracyjnego sielsowietu lubimowskiego (Lubimowka), 22 km od centrum administracyjnego rejonu (Bolszoje Sołdatskoje), 45,5 km od Kurska.

## Demografia
W 2010 r. miejscowość zamieszkiwało 17 osób.